# Приходнюк Олег Михайлович
Олег Михайлович Приходнюк (19 травня 1941, м. Хмельницький — 31 грудня 2004, м. Київ) — український археолог, доктор історичних наук, професор, провідний науковий співробітник Інституту археології НАН України, лауреат Державної премії України в галузі науки і техніки, дослідник старожитностей слов'янського часу.

## Біографія
У 1964 р. закінчив історичний факультет Чернівецького державного університету. По завершенню навчання працював у Хмельницькому краєзнавчому музеї, у Кам'янець-Подільському педагогічному інституті та проходив строкову військову службу в армії СРСР.
У 1967 р. О. М. Приходнюк вступив до аспірантури Інституту археології НАН України, після успішного закінчення якої залишився в Інституті, де працював до кінця свого життя. Свого часу він був наймолодшим студентом на курсі, наймолодшим кандидатом наук, згодом наймолодшим доктором наук в Інституті археології.
У 1971 р. Олег Михайлович Приходнюк захистив дисертацію на здобуття вченого ступеня кандидата історичних наук на тему «Слов'яни VI—VII ст. на Поділлі», а у 1986 р. став доктором історичних наук, захистивши дисертацію на тему «рос. Славянское население Юго-Восточной Европы V—VII вв. (пеньковская культура)».
Наукові інтереси вченого були зосереджені на проблемах етногенезу та ранньої історії слов'ян, дослідженні пам'яток празько-корчацької та пеньківської культур, а також вивченні історії степового населення Східної Європи та його взаємозв'язків зі слов'янами. О. М. Приходнюком була розроблена хронологія і періодизація пеньківської культури, виділені регіональні особливості й проаналізований комплекс матеріальної культури, запропоноване рішення проблеми її трансформації у старожитності наступного часу та аргументована ідентифікація культури з антами, відомими з візантійських писемних джерел.
О. М. Приходнюк, всупереч поширеній думці, вперше продемонстрував, що в період раннього середньовіччя між осілим слов'янським населенням і кочовиками (тюрко-угорськими племенами) не було постійної боротьби й протистояння, здебільшого вони співробітничали і більш-менш мирно співіснували.
Особливе місце у науковій творчості О. М. Приходнюка посідали дослідження унікальної пам'ятки — Пастирського городища (VII—VIII ст.). Здійснені ним розкопки городища (1990—1998) та узагальнення всього наявного матеріалу дозволило висунути гіпотезу про заснування городища слов'янами-переселенцями з Подунав'я, нащадками тих антів, які протягом VI—VII ст. колонізували Балканський півострів. Після приходу на Балкани протоболгар хана Аспаруха у 679—680 рр. частина слов'янського населення повернулася у Середнє Подніпров'я. Саме це і стало основою розповіді літописця Нестора про дунайську прабатьківщину слов'ян.
Олег Михайлович протягом 35 років керував археологічними експедиціями з досліджень празьких старожитностей V—VII ст. у Середньому Подністров'ї, пеньківських пам'яток V—VII ст. у Середньому Подніпров'ї, у Південному Побужжі, в поріччі Сіверського Дінця. (Пастирське, Городок, Устьє, Бакота, Сахнівка, Вільховчик, Будище, Сушки, Біляєвка, Кочубіївка, Богородичне, Каветчина).
О. М. Приходнюк опублікував близько 200 наукових праць, виданих як в Україні, так і в багатьох країнах Європи. Серед них 6 індивідуальних та 5 колективних монографій.
Вчений постійно розширював коло своїх наукових інтересів. Перші його дослідження стосувалися слов'янських старожитностей Поділля, наступні охоплювали територію Середнього Подністров'я, далі він сконцентрував увагу на пам'ятках Середнього Подніпров'я, наступне масштабне дослідження було присвячене пеньківській культурі. Таким чином, охопивши майже весь ранньосередньовічний світ східного слов'янства, О. М. Приходнюк зайнявся вивченням археологічних пам'яток степового населення України, а відтак його взаємозв'язків зі слов'янами.
Кожен з цих етапів його наукової діяльності завершився виданням чергової монографії:
- Слов'яни на Поділлі (VI—VII ст. н. е.). — К., 1975;
- Археологічні пам'ятки Середнього Придніпров'я VI—IX ст. н. е. — К., 1980;
- Славянские поселения I тыс. н.э. у с. Сокол на Среднем Днестре. — К., 1984 (співавтор Вакуленко Л. В.);
- Пеньковская культура. — Воронеж, 1998; Гуни та протоболгари в Європі. — К., 1999;
- Степове населення України та східні слов'яни (друга половина I тис. н. е.). — Київ-Чернівці, 2001.

Монографія, присвячена Пастирському городищу, була закінчена в останні дні життя і вийшла 2005 р.
Усі наукові праці вченого відзначаються фундаментальністю. Вони містять не лише публікацію ретельно опрацьованих археологічних матеріалів та результати прискіпливого вивчення історичних джерел, але і ґрунтовне осмислення відкритих ним археологічних явищ та їх інтерпретацію в контексті європейської історії. Відтак абсолютно нові, часто несподівані, проте блискуче обґрунтовані висновки приймалися науковою громадськістю і знаходили своїх послідовників. Безперечним був його авторитет серед колег-археологів, а ім'я — добре знаним і шанованим у наукових колах Європи. Поза сумнівом, книги, написані О. М. Приходнюком, становлять золотий фонд археологічної науки, як нашого часу, так і майбутнього.
Був відданим археологом з великою працелюбністю, він вимагав такого ж відповідального ставлення до науки і від колег, проте завдяки природній доброті все ж таки часто був поблажливим, рецензуючи наукові роботи. Сам талановитий вчений, Олег Михайлович по-справжньому радів, коли траплялися цікаві, позначені новими ідеями, роботи молодих колег і всіляко їх підтримував.
Він був професором Національного університету «Києво-Могилянська Академія», керівником дисертаційних робіт аспірантів, членом Спеціалізованих рад по захисту дисертацій при Інституті археології та Інституті сходознавства ім. А. Кримського НАН України, багато разів виступав опонентом при захисті докторських і кандидатських праць.
Пішов з життя Олег Михайлович на 64-му році після тяжкої невиліковної хвороби.

## Праці
- Приходнюк О. М., Слов'яни на Поділлі (VI—VII ст.). — К., 1975.
- Приходнюк О. М., Археологічні пам'ятки Середнього Придніпров'я VI—IX ст. н. е. — К., 1980.
- (рос.)Приходнюк О. М., Вакуленко Л. В., Славянские поселения I тыс. н. э. в с. Сокол на Среднем Днестре. — К., 1984.
- (рос.)Приходнюк О. М., Пеньковская культура (Культурно-археологический аспект исследования). — Воронеж, 1998.
- Приходнюк О. М., Гуни та протоболгари в Європі. — К., 1999.
- Приходнюк О. М., Степове населення України та східні слов'яни (друга половина I тис. н. е.). — Чернівці, 2001.
- Приходнюк О. М., Пастирське городище. — Київ-Чернівці, 2005.
- Приходнюк О. М., Пастирський скарб 1992 року / Музейні читання: Матеріали наук. конф. Музею історичних коштовностей України. — К., 1996.
- (рос.)Приходнюк О. М., Дунайская теория происхождения славян в свете исторических и археологических источников / Беларусь у систэме трансеурапейских сувязяй у I тыс. н.э. — Мн., 1996.
- (рос.)Приходнюк О. М., Версия Нестора о расселении славян из Подунавья (опыт хронологической стратификации и исторической интерпретации/Материалы I тыс. н.э. по археологии и истории Украины и Венгрии. — К., 1996.
- (рос.)Приходнюк О. М., Падин В. А., Тихонов Н. Г. Трубчевский клад антского времени / Материалы I тыс. н.э. по археологии и истории Украины и Венгрии. — К., 1996.
- Приходнюк О. М., Про одну групу прикрас ранньовізантійської доби / Музейні читання: Матеріали наук. конф. Музею історичних коштовностей України. — К., 1996.
- Приходнюк О. М., Ранньосередньовічні керамічні комплекси з Пастирського городища/Українське гончарство: Національний культурологічний щорічник. За рік 1995. — Опішне, 1996.
- Приходнюк О. М., Пастирське городище — видатна археологічна пам‘ятка України доби раннього середньовіччя. Родовід — Київ, 1996 — № 13.
- (рос.)Приходнюк О. М., Археологические данные о связях славян и степного населения в VII—VIII вв. / Материалы по археологии, истории и этнографии Таврии. — Симферополь — 1996 — Вып. V.
- Приходнюк О. М., Вакуленко Л. В., Мельник Л., Археологічні розкопки і пам'ятки на Коломийщині. Енциклопедія Коломийщини. — Коломия, 1996.- Зшиток І. — Літера А.
- Приходнюк О. М., Склавіни / Проблемы истории и археологии Украины — Харьков, 1997.
- Приходнюк О. М., Анти та авари /Проблеми походження та історія розвитку слов'ян. — К., 1997.
- Приходнюк О. М., Вакуленко Л. В., Про оборонні споруди Пастирського городища/Археологічні дослідження в Україні 1993 р. — К., 1997.
- Приходнюк О. М., Хардаєв В. М., Харивский клад / Archaeo-Slavica. — Krakow, 1998.- № 3.
- Приходнюк О. М., Пастирський скарб 1992 р. / Археологічний літопис Лівобережної України. — Полтава, 1998.- № 1-2.
- (рос.)Приходнюк О. М., О единстве и различиях в пеньковской культуре / Материалы по археологии, истории и этнографии Таврии. — Симферополь — 1996 — Вып. VI.
- Приходнюк О. М., Про дастан Шамсі Башту «Сказання про доньку Шана» / Матеріали І Всеукраїнської науково-практичної конференції сходознавців. — К., 1998.
- Приходнюк О. М., Хардаєв В. М. Балкано-візантійські прикраси Харівського скарбу / Музейні читання: Матеріали наук. конф. Музею історичних коштовностей України. — К., 1998.
- Приходнюк О. М., Про заснування Києва в дастані Шамсі Башту / Музейні читання: Матеріали наук. конф. Музею історичних коштовностей України. — К., 1998.